# Tenakee Springs
Tenakee Springs é uma cidade localizada no estado americano de Alasca, no Skagway-Hoonah-Angoon Census Area.

## Demografia
Segundo o censo americano de 2000, a sua população era de 104 habitantes.
Em 2006, foi estimada uma população de 96, um decréscimo de 8 (-7.7%).

## Geografia
De acordo com o United States Census Bureau, a localidade tem uma área de 49,5 km², dos quais 35,7 km² cobertos por terra e 13,8 km² cobertos por água.

## Localidades na vizinhança
O diagrama seguinte representa as localidades num raio de 56 km ao redor de Tenakee Springs.